# Martin Laas
Martin Laas (Tartu, 15 settembre 1993) è un ciclista su strada estone che corre per il Quick Pro Team.

## Palmarès

### Strada
- 2015 (Juniores)

1ª tappa Tour of Estonia (Tallinn > Tartu)
Classifica generale Tour of Estonia
- 2018 (Team Illuminate, cinque vittorie)

4ª tappa Tour of Thailand (Khao Yai > Nakhon Ratchasima)
5ª tappa Tour of Thailand (Nakhon Ratchasima > Roi Et)
6ª tappa Tour of Thailand (Roi Et > Khon Kaen)
8ª tappa Tour of Japan (Tokyo > Tokyo)
1ª tappa Baltic Chain Tour (Tallinn > Tallinn)
- 2019 (Team Illuminate, otto vittorie)

6ª tappa Tour of Thailand (Lampang > Chiang Mai)
2ª tappa Tour of Taiyuan (Zuoyun > Datong)
3ª tappa Tour of Taiyuan (Monte Wutai > Monte Wutai)
5ª tappa Tour of Taiyuan (Guanquelou > Hejin)
6ª tappa Tour of Taiyuan (Pingyao > Taiyuan)
2ª tappa Tour de Korea (Cheonan > Danyang)
4ª tappa Tour de Korea (Samcheok > Goseong)
5ª tappa Tour de Korea (Seul > Seul)
- 2020 (Bora-Hansgrohe, due vittorie)

1ª tappa, 1ª semitappa Okolo Slovenska (Žilina > Žilina)
3ª tappa Okolo Slovenska (Banská Bystrica > Žiar nad Hronom)
- 2021 (Bora-Hansgrohe, due vittorie)

2ª tappa Tour of Estonia (Tartu > Tartu)
2ª tappa Arctic Race of Norway (Nordkjosbotn > Kilpisjärvi)
- 2022 (Bora-Hansgrohe, due vittorie)

2ª tappa Baltic Chain Tour (Jelgava > Sigulda)
4ª tappa Baltic Chain Tour (Kuremaa > Tallinn)
- 2023 (Astana Qazaqstan Team, due vittorie)

3ª tappa Tour of Sakarya (Sakarya > Sakarya)
Classifica generale Tour of Sakarya
- 2024 (Ferei Quick-Panda Podium Mongolia Team, dieci vittorie)

4ª tappa Tour of Lithuania (Utena > Utena)
5ª tappa Tour of Lithuania (Alytus > Alytus)
2ª tappa Tour de Banyuwangi Ijen (Alaspurwo > Banyuwangi)
1ª tappa Trans-Himalaya Cycling Race (Nyingchi > Quanzhou)
2ª tappa Tour of Hainan (Qionghai > Lingshui)
3ª tappa Tour of Poyang Lake (Monte Lu > Monte Lu)
8ª tappa Tour of Poyang Lake (Fairy Lake > Fairy Lake)
9ª tappa Tour of Poyang Lake (Taihe > Taihe)
1ª tappa Tour of Taihu Lake (Wuxi > Wuxi)
3ª tappa Tour of Taihu Lake (Wujiang > Wujiang)
- 2025 (Quick Pro Team, sei vittorie)

1ª tappa Tour of Lithuania (Klaipėda > Klaipėda)
3ª tappa Tour of Lithuania (Kėdainiai > Kėdainiai)
4ª tappa Tour of Lithuania (Utena > Utena)
Classifica generale Tour of Lithuania
4ª tappa Tour of Qinghai Lake (Menyuan > Qilian)
2ª tappa Trans-Himalaya Cycling Race (Lhoka > Gongga Country)

#### Altri successi
- 2015 (Juniores)

Classifica giovani Tour of Estonia
Classifica a punti Tour of Estonia
- 2018 (Team Illuminate)

Classifica a punti Tour of Thailand
- 2019 (Team Illuminate)

Classifica a punti Tour of Taiyuan
- 2020 (Bora-Hansgrohe)

Classifica a punti Tour de Slovaquie
- 2021 (Bora-Hansgrohe)

Classifica a punti Tour of Estonia
- 2022 (Bora-Hansgrohe)

Classifica a punti Baltic Chain Tour
- 2024 (Ferei Quick-Panda Podium Mongolia Team)

4ª tappa HTV Cup (Hòa Bình > Hanoi)
8ª tappa HTV Cup (Sam Son > Vinh)
10ª tappa HTV Cup (Dong Hoi > Hue)
11ª tappa HTV Cup (Truong Tien-Phu Xuan > Truong Tien-Phu Xuan)
13ª tappa HTV Cup (Da Nang > Tam Ky)
18ª tappa HTV Cup (Ho Xua Huong > Ho Xua Huong)
22ª tappa HTV Cup (My Tho > Can Tho)
25ª tappa HTV Cup (Cao Lanh > Thanh Pho Ho Chi Minh)
2ª tappa Tour of Yellow River (Dongying > Kenli)
Classifica a punti Tour de Banyuwangi Ijen
Classifica a punti Tour of Poyang Lake
2ª tappa Tour of Shanghai-New Cities (Qingpu > Songjiang)
Classifica generale Tour of Shanghai-New Cities
Classifica a punti Tour of Taihu Lake
- 2025 (Quick Pro Team)

Classifica a punti Tour of Lithuania

## Piazzamenti

### Grandi Giri
- Vuelta a España

2020: 139º
2021: 139º

### Classiche monumento
- Giro delle Fiandre

2022: ritirato
2023: ritirato
- Parigi-Roubaix

2016: ritirato
2017: ritirato
2022: ritirato
2023: ritirato
- Liegi-Bastogne-Liegi

2020: ritirato

### Competizioni mondiali
- Campionati del mondo

Richmond 2015 - In linea Under-23: ritirato
Fiandre 2021 - In linea Elite: ritirato

### Competizioni europee
- Campionati europei

Olomouc 2013 - In linea Under-23: ritirato
Nyon 2014 - In linea Under-23: ritirato
Tartu 2015 - In linea Under-23: 6º
Herning 2017 - In linea Elite: ritirato
Alkmaar 2019 - In linea Elite: ritirato
Plouay 2020 - In linea Elite: 76°
Monaco di Baviera 2022 - In linea Elite: 12°
- Giochi europei

Baku 2015 - In linea Elite: 28º
Minsk 2019 - In linea Elite: 13º